# Hiroki Yokoyama
Hiroki Yokoyama (* 18. Februar 1994 in Kobe) ist ein japanischer Shorttracker.

## Werdegang
Yokoyama hatte seinen ersten internationalen Erfolg bei den Juniorenweltmeisterschaften 2011 in Courmayeur. Dort gewann er die Silbermedaille mit der Staffel. Bei den Juniorenweltmeisterschaften 2013 in Warschau holte er die Bronzemedaille mit der Staffel. Sein Debüt im Weltcup hatte er zu Beginn der Saison 2014/15 in Salt Lake City, das er auf dem achten Platz über 1500 m beendete. Bei der Winter-Universiade 2015 in Granada wurde er Vierter mit der Staffel und errang bei den Weltmeisterschaften 2015 in Moskau den 15. Platz im Mehrkampf. Im Februar 2017 holte er bei den Winter-Asienspielen in Sapporo die Bronzemedaille mit der Staffel. In der Saison 2017/18 erreichte er in Budapest mit dem dritten Platz mit der Staffel seine erste Podestplatzierung im Weltcup. Beim Saisonhöhepunkt, den Olympischen Winterspielen in Pyeongchang im Februar 2018, kam er auf den 23. Platz über 1500 m und auf den siebten Rang mit der Staffel. Im folgenden Monat gewann er bei den Weltmeisterschaften in Montreal die Bronzemedaille mit der Staffel. In der Saison 2018/19 wurde er in Dresden und in Turin jeweils Zweiter mit der Staffel.

## Persönliche Bestzeiten
- 500 m      41,246 s (aufgestellt am 16. November 2014 in Montreal)
- 1000 m    1:24,118 min. (aufgestellt am 4. November 2018 in Calgary)
- 1500 m    2:11,392 min. (aufgestellt am 9. November 2018 in Salt Lake City)